# 技術犯規
技術犯規（英語：Technical foul）是指篮球比赛一方的球員（包括上場和替補）或教練、隨隊人員作出以下行為：
- 與裁判交談時無禮貌
- 動作粗野
- 侮辱對手
- 被判侵人犯規後沒有按要求舉手
- 在沒有球在手時抓籃圈，或是灌籃後雙手抓著籃圈搖晃不放手
- 擅自進入賽場範圍
- 於籃下採取等候進攻的消極防守行為（被記隊際技術犯規一次）

## 處理方法
- 裁判向記錄員通知及要求登記有關人士或隊伍一次技術犯規
- 若犯規者是上場球員，裁判會給予對方一次罰球(2014修改)；投籃後無論中籃與否，於中線外擲界外球
- 若犯規者是防守方隊員防守3秒，裁判會給予對方一次由進攻方持球者執行罰球；投籃後無論中籃與否，進攻方於中線外擲界外球
- 若犯規者是替補球員或教練抑或隨隊人員，裁判會給予對方一次罰球；投籃後無論中籃與否，於中線外擲界外球
- 若技術犯規時對方已經獲給予罰球，則會先執行技術犯規的罰球；投籃後無論中籃與否，於罰球線繼續執行原有犯規的罰球
- 例外：當一場比賽某隊之上場隊員只剩五人，其板凳皆為傷兵或是不能上場的球員（如犯滿離場，或嚴重技術犯規、二級惡意犯規等，被趕出場），而其中一人將犯滿離場，使該隊不足五人時，裁判將會收回成命，改判其球員一次技術犯規（非無體育精神），使其湊滿球員數。

另外，球員犯了二個無體育精神技術犯規便會直接計算成犯滿離場。